# 3119 Dobronravin
3119 Dobronravin је астероид главног астероидног појаса чија средња удаљеност од Сунца износи 3,062 астрономских јединица (АЈ).
Апсолутна магнитуда астероида је 12,2.